# 特洛莫約火山
特洛莫約火山是印度尼西亞的火山，位於爪哇島中部，由中爪哇省負責管轄，北面是溫加蘭火山，南面是默拉皮火山，海拔高度1,894米，山體在更新世形成。